# Franz Schmidt (exécuteur public)
Franz Schmidt, né vers 1555 à Hof en principauté de Bayreuth et inhumé le 14 juin 1634 à Nuremberg, également appelé « maître Franz » (Meister Franz), est un bourreau allemand.

## Biographie
Franz Schmidt est probablement né à Hof en 1555, fils du bourreau Heinrich Schmidt qui travailla plus tard à Bamberg. Heinrich, qui est à l'origine oiseleur, est choisi en 1553 en vertu d'une règle ancienne selon laquelle les autorités pouvaient désigner à leur discrétion une personne pour devenir bourreau.
De 1573 à avril 1578, Franz Schmidt est bourreau dans la région de Bamberg puis du 1er mai 1578 à la fin 1617 bourreau à Nuremberg. Le 7 décembre 1579, il épouse Maria Beck (ou Peck) († 1600), avec qui il a sept enfants, dont deux filles et deux fils lui survivent. Schmidt vit avec Maria et les enfants dans la maison dévolue au bourreau à Nuremberg. Sa tombe ornée d'une épitaphe au cimetière Saint-Rochus de Nuremberg a été conservée . L'épitaphe est rénovée en 2022 avec l'aide de Melanie Kuhn de Nuremberg.
Schmidt entreprend tout ce qui est en son pouvoir pour se débarrasser de ce métier et libérer sa famille de l'ostracisme social associé à la fonction de bourreau. En 1593, il acquiert la citoyenneté de Nuremberg et (comme de nombreux bourreaux) travaille également dans le domaine médical, activité pour laquelle il abandonne son service de bourreau en 1617. Il adresse à l'empereur Ferdinand II une lettre lui demandant la restauration formelle de l'honneur familial, courrier auquel répond l'empereur le 12 septembre 1624, en le déclarant « honnête ».
De 1573 à 1617, Franz Schmidt tient un registre détaillé des châtiments qu'il a exécutés, totalisant 361 exécutions et 345 châtiments corporels (battre de verges, couper les oreilles, casser les doigts). Les entrées individuelles contiennent la date, le lieu et la méthode d'exécution, le nom, l'origine et le statut du condamné et, en plus détaillé les années suivantes, une description des crimes à l'origine de la condamnation.

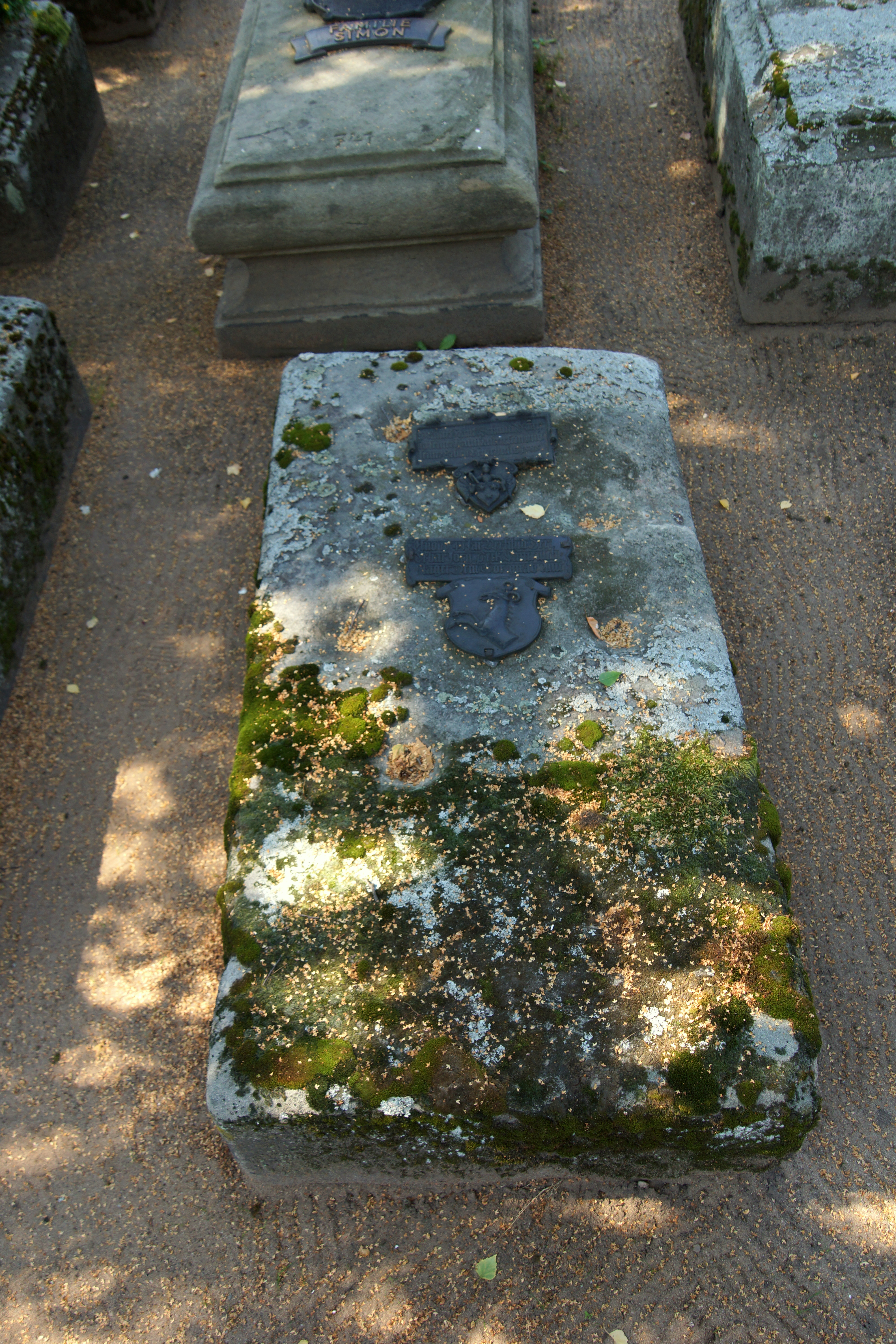
Tombe au cimetière de St-Rochus à Nuremberg

Maître Franz procède aux exécutions par la corde, l'épée, la roue, le feu et l'eau. Le supplice de la roue est réservé aux crimes violents les plus graves ; il ne procède que deux fois au supplice par le feu (indécence homosexuelle et contrefaçon), et l'exécution par noyade prévue pour infanticide dans la Lex Carolina, est sur l'intervention de Schmidt et certains ecclésiastiques auprès des instances de Nuremberg, commuée à chaque fois en châtiment par l'épée.
Son « Journal » est une source importante  pour l'histoire juridique et sociale de son temps. Le manuscrit original n'a pas été conservé, mais il existe plusieurs copies des XVIIe et XVIIIe siècles, dont diverses éditions imprimées (partiellement annotées) ont servi de base. La première édition est parue en 1801.

## Ouvrage
- Franz Schmidt : Meister Frantzen Nachrichter alhier in Nürnberg, all sein Richten am Leben, so wohl seine Leibs Straffen, so Er ver Richt, alles hierin Ordentlich beschrieben, aus seinem selbst eigenen Buch abgeschrieben worden (Les Nouvelles de Maître Frantz de Nuremberg, Comment il a exécuté lors de sa vie, Les peines corporelles qu'il a infligées, Le tout décrit ici dans l'ordre, Tiré du livre écrit par lui-même), J. M. F. v. Endter, Lechner, Nuremberg, 1801.